# قانون تقابل مربعی

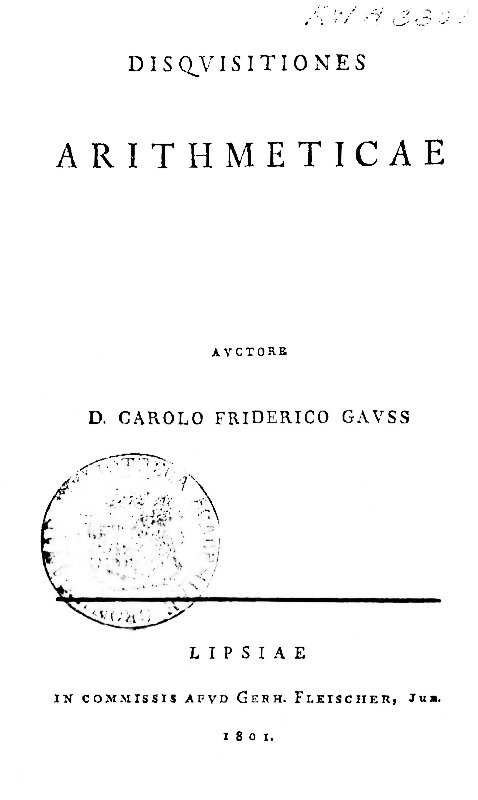
قانون تقابل مربعی

قانون تقابل مربعی (به انگلیسی: Quadratic reciprocity)، قضیه‌ای است قدرتمند در شاخه نظریه اعداد از ریاضیات. با وجود آنکه قوانینی مشابه برای درجه سوم و بالاتر ثابت شده‌است، اما همچنان این قضیه، بسیار پرکاربرد و قدرتمند ظاهر می‌شود و استفاده از آن متوقف نگشته‌است. برای بیان این قضیه ابتدا دو تعریف ارائه می‌دهیم.

## مانده و نامانده
{\displaystyle \;p} عددی اول و فرد و {\displaystyle \;a} عددی صحیح و نسبت به {\displaystyle \;p} اول است. اگر معادله همنهشتی {\displaystyle x^{2}\equiv a{\pmod {p}}{\mbox{  }}} جواب داشته باشد، آنگاه عدد {\displaystyle \;a} را به پیمانه {\displaystyle \;p} مانده و در غیر این صورت نامانده می‌گوییم.

### مثال
- {\displaystyle \;3} به پیمانه {\displaystyle \;13} مانده‌است زیرا {\displaystyle 4^{2}\equiv 3{\pmod {13}}{\mbox{  }}}
- همه اعداد مربع کامل به پیمانه هر عددی مانده اند.

### چند قضیه مرتبط
- مانده‌های به پیمانه عدد اول {\displaystyle \;p} دقیقاً اعداد زیر اند

{\displaystyle 1^{2},2^{2},3^{2},\cdots ,({\frac {p-1}{2}})^{2}}
- برای هر {\displaystyle \;p} اول، دقیقاً {\displaystyle {\frac {p-1}{2}}} مانده متمایز به هنگ {\displaystyle \;p} و به همین تعداد نامانده وجود دارد.

## نماد لژاندر
اگر {\displaystyle \;p} عددی اول و فرد و {\displaystyle \;a} عددی صحیح باشند که {\displaystyle \;(a,p)=1} تابع لژاندر با نماد {\displaystyle {\Biggl (}{\frac {a}{p}}{\Biggr )}} برابر است با {\displaystyle \;1} اگر {\displaystyle \;a} در مبنای {\displaystyle \;p} مانده باشد و در غیر این صورت برابر است با {\displaystyle \;-1} . به عبارت دیگر:
{\displaystyle {\Biggl (}{\frac {a}{p}}{\Biggr )}={\begin{cases}+1\quad \quad {\mbox{if   }}x^{2}\equiv a{\pmod {p}}{\mbox{  has a root}}\\-1\quad \quad {\mbox{if   }}x^{2}\equiv a{\pmod {p}}{\mbox{  has no root}}\end{cases}}}

### مثال
در همان مثال قبل می‌توان نوشت {\displaystyle {\Biggl (}{\frac {3}{13}}{\Biggr )}=1}

### محک اویلر
اگر {\displaystyle \;p} عددی اول و فرد و {\displaystyle \;a} عددی صحیح و نسبت به آن اول باشد، آنگاه داریم {\displaystyle {\Biggl (}{\frac {a}{p}}{\Biggr )}\equiv a^{\frac {p-1}{2}}{\pmod {p}}}

#### اثبات
طبق قضیه کوچک فرما می‌دانیم برای هر{\displaystyle \;x} داریم {\displaystyle x^{p-1}\equiv 1{\pmod {p}}}.
پس {\displaystyle 0\equiv a^{p-1}-1=(a^{\frac {p-1}{2}}+1)(a^{\frac {p-1}{2}}-1)\Rightarrow a^{\frac {p-1}{2}}-1\equiv 0{\mbox{  or  }}a^{\frac {p-1}{2}}+1\equiv 0{\pmod {p}}}
اگر {\displaystyle \;a} مانده باشد، برای یک {\displaystyle \;x} ایی داریم {\displaystyle a\equiv x^{2}{\pmod {p}}} و این نتیجه می‌دهد
{\displaystyle a^{\frac {p-1}{2}}\equiv x^{p-1}\equiv 1{\pmod {p}}}
حال فرض کنید {\displaystyle \;g} ریشه اولیه {\displaystyle \;p} باشد، پس {\displaystyle \;i}ای هست که داشته باشیم {\displaystyle a\equiv g^{i}{\pmod {p}}}. پس {\displaystyle a^{\frac {p-1}{2}}\equiv g^{\frac {i\times (p-1)}{2}}}.
اگر {\displaystyle \;a} نامانده باشد، آنگاه حتماً {\displaystyle \;i} فرد است و در نتیجه
{\displaystyle {\frac {i\times (p-1)}{2}}} بر {\displaystyle p-1\;} بخش پذیر نیست و این به دلیل ریشه اول بودن {\displaystyle \;g} نتیجه می‌دهد
{\displaystyle g^{\frac {i\times (p-1)}{2}}\not \equiv 1{\pmod {p}}} یعنی {\displaystyle a^{\frac {p-1}{2}}\equiv -1{\pmod {p}}}

## قانون تقابل مربعی
اگر {\displaystyle \;p} و {\displaystyle \;q} دو عدد اول، فرد و متمایز باشند آنگاه داریم:
{\displaystyle {\Biggl (}{\frac {p}{q}}{\Biggr )}\times {\Biggl (}{\frac {q}{p}}{\Biggr )}=(-1)^{({\frac {p-1}{2}})({\frac {q-1}{2}})}}
دو پرانتز ظاهر شده در توان {\displaystyle \;-1} نماد لژاندر نیستند.